# Архипова, Лилия Ефимовна
Ли́лия Ефи́мовна Архи́пова ― советская бурятская актриса, Заслуженная артистка Бурятской АССР (1976), Заслуженная артистка РСФСР (1981), актриса Государственного русского драматического театра им. Н.А. Бестужева.

## Биография
Родилась 10 октября 1940 года в селе Антоновка Казахской ССР, СССР.
После завершения учёбы в средней школе работала на камышитовом заводе станции Кара-Кум, на меланжевом комбинате в Барнауле, заведующим городским ДК в Камень-на-Оби.
В 1968 году окончила  Дальневосточный институт искусств, в том же году приехала в Улан-Удэ, где была принята в труппу Государственного русского драматического театра. 
Молодая артистка не затерялась рядом со «звёздным» составом старшего поколения, такими, как В. Гусев, Р. Бенская, П. Гофман, И. Кутянский, Клавдия Никулина, Г. Стефанеску, А. Благовестов, С. Волгин, Г. Карпей. И совсем скоро она стала одной из ведущих актёров театра.
В начале её театральной карьеры были как эпизодические роли (в «Иване Грозном» Алексея Толстого и «Страшном суде» В. Шкваркина), так и значительные, например (Ирина в «Другой» С. Алёшина, Марина Богачёва в спектакле «Море солёное» Л. Митрофанова, Любовь Яровая в одноимённой пьесе Константина Тренёва, Анфиса  в «Угрюм – реке» Вячеслава Шишкова).
В дальнейшем наибольшего успеха Архипова добилась в работе над ролями  Бланш Дюбуа в «Трамвае «Желание» Теннесси Уильямса, Оюн в «Клятве» Цырена Шагжина, Клавдии Вороховой в «Солдатской вдове» Н. Анкилова, за которые она была удостоена Государственной премии Бурятской АССР.
А потом была Толгонай в «Материнском поле» Чингиза Айтматова в постановке режиссёра А. Шаликова. Затем Анна Петровна в первой пьесе Антона Чехова «Платонов», Устинья в «Разрыв – траве» Исая Калашникова, Шарлотта в «Лолите» Владимира Набокова. Также  блистательно сыграла роль Элинор  в драме Д. Голдмэна «Лев зимой», царица Мария из «Смуты» Алексея Толстого.
По словам Архиповой, её любимыми ролями  были в спектаклях по пьесам Степана Лобозёрова: Агриппина Журавлёва в «Маленьком спектакле на лоне природы», Клава  ― «От субботы к воскресенью», бабка в «Семейном портрете с глазами постороннего» и Катерина в «Семейном портрете с дензнаками». 
Театральный критик Надежда Гончикова:

Её героинь объединяют простота, искренность, откровенность русских женщин. Хотя все они разные и не похожие друг на друга, со своим миром чувств и переживаний. Актриса в этих образах органична, она воплощение мудрости и кладезь вечных человеческих  ценностей. В работах последних лет рядом с глубиной всё та же самоотдача, благодаря которой героини Лилии Архиповой живые и убедительные. Это и миссис Сэвидж в пьесе Дж. Патрика «Фонд счастья, или Странная миссис Сэвидж». Это и Старуха в спектакле «ЗЗ счастья» по пьесе О. Богаева.  Старуха не просит у золотой рыбки выполнения тщеславных желаний, всё, что ей нужно – это счастье. Простое, человеческое счастье. В сложном психологическом спектакле актрисе удается показать   неутраченную любовь героини к жизни и людям, её умение сострадать. Это и Янкелиха в комедии «Хапун» по пьесе В. Ольшанского. — 
За заслуги перед театральным искусством Бурятии и России в 1981 году Лилия Архипова была удостоена почётного звания «Заслуженная артистка РСФСР», также награждена Государственной премии Республики Бурятия.

## Театральные роли
- Любовь Яровая («Любовь Яровая» К. Тренева)
- Ирина («Другая» С. Алешина)
- Марина Богачева («Море соленое» Л. Митрофанова)
- Глаша Васильцова («Мое сердце с тобой» Ю. Чепурина)
- Клавдия Ворохова («Солдатская вдова» Н. Анкилова)
- Шарлотта («Лолита» Э. Олби по роману В. Набокова)
- Элионор Аквитанская («Лев зимой» Д. Голдмана)
- Анна Петровна («Пьеса без названия» А.П. Чехова)
- Баба Яга («Два клена» Е.Л. Шварца)
- Бланш («Трамвай «Желание» Т. Уильямса)
- Елизавета («По соседству мы живем» С. Лобозерова)
- Кручинина («Без вины виноватые» А.Н. Островского)
- Тарасовна («Народный малахий» М. Кулиша)
- Толгонай («Материнское поле» Ч. Айтматова)
- Квашня («На дне» М. Горького)
- Агриппина Журавлева («Маленький спектакль на лоне природы» С. Лобозерова)
- Оюн («Клятва» Ц. Шагжина)
- Клава («От субботы к воскресенью» С. Лобозерова)
- Бабка («Семейный портрет с глазами постороннего» С. Лобозерова)
- Катерина («Семейный портрет с дензнаками» С. Лобозерова)
- «Иван Грозный» А. Толстого
- «Страшный суд» В. Шкваркина
- «Семья» И. Попова

## Фильмография
- Горький можжевельник ― бабушка Долгорки

## Награды и звания
- Лауреат Государственной премии Бурятской ССР, 1975
- Заслуженная артистка Бурятской АССР, 1976
- Заслуженная артистка РСФСР, 1981
- Почетная грамота Министерства культуры СССР, 1986
- Почетная грамота Президиума Верховного Совета Бурятской ССР
- Почетная грамота Правительства РБ» 1999
- Почетная грамота Министерства культуры РБ 2009
- К Международному Дню театра диплом ГРДТ имени Н.А.Бестужева в номинации «Лучшая женская роль» за роль Памелы в спектакле «Дорогая Памела» Дж.Патрика, 2011
- К Международному Дню театра диплом СТД РБ «За честь и достоинство», 2011
- Медаль «90 лет Республике Бурятия», 2013
- Благодарственное письмо главы Бурятии, 2015
- К Международному Дню театра диплом ГРДТ имени Н.А.Бестужева в номинации «За честь и достоинство», 2017
- Театральная премия имени народной артистки Российской Федерации К.Т. Никулиной за многолетнее служение театру и за исключительные достижения в области актерского искусства, 2020[3]